# بخش فیلیپستا
بخش فیلیپستا (به سوئدی: Filipstads kommun) یک ناحیه شهری در سوئد است که در شهرستان ورملاند واقع شده‌است.